# Asymptotiska jättegrenen

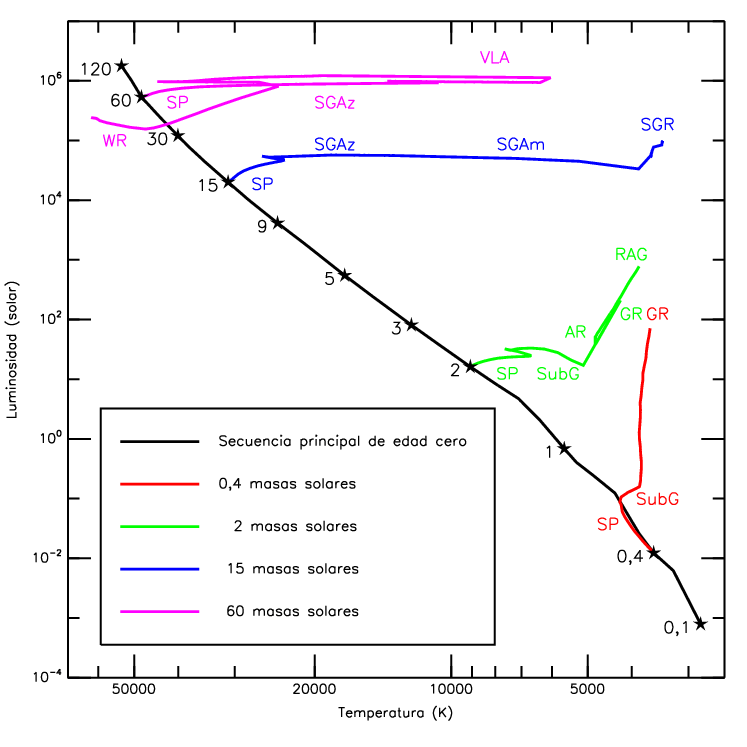
Utvecklingen efter "huvudserien" för fyra stjärnor med angivna ZAMS-massor inlagda i ett Hertzsprung-Russell-diagram. Etappen med den asymptotiska jättegrenen är markerad som RAG för fallet med stjärnan av storleken 2 solmassor.

Asymptotiska jättegrenen är den del av Hertzsprung-Russell-diagrammet (HR), där man återfinner en stor grupp stjärnor som tidigare befunnit sig på den horisontella jättegrenen, men där förbränningen av helium i stjärnans centrala delar upphört och detta i stället börjar förbrännas i ett koncentriskt skal. Stjärnor som tillhör denna grupp kallas AGB-stjärnor från det engelska uttrycket (Asymptotic Giant Branch). Denna period i en stjärnas liv genomgår alla, vars massa ligger mellan ungefär 0,7-9 gånger solens massa under ett sent skede av sin utveckling.

## Utvecklingen för en stjärna i mellanklassen
När en stjärna genom kärnfusionsprocesser förbrukat sitt förråd av väte i kärnan, så drar denna ihop sig och dess temperatur stiger, vilket får stjärnans yttre lager att expandera och kylas av. Stjärnans luminositet ökar avsevärt och den blir en röd jätte och följer ett spår, som leder till det övre högra hörnet av HR-diagrammet.
Slutligen, när väl temperaturen i kärnan har nått cirka 3x108K, tar heliumförbränningen vid. Tändningen av heliumförbränningen i kärnan hejdar stjärnans avkylning och den tilltar i ljusstyrka. Stjärnan rör sig nu i stället tillbaka mot den vänstra sidan i HR-diagrammet. Detta är den så kallade horisontella grenen för stjärnor med låg "metallicitet" (population II ) eller "röda klumpen" för stjärnor med högre metallicitet (population I). Sedan heliumförbränningen i kärnan avslutats, rör sig stjärnan åter åt höger uppåt i diagrammet. Dess väg ansluter nästan till dess föregående röda jättespår, därav namnet den asymptotiska jättegrenen. Stjärnor i detta stadium av sin utveckling betecknas AGB-stjärnor.

### AGB-skedet
AGB-skedet är uppspaltat i två delar, den tidiga AGB (E-AGB) och den termiskt pulserande AGB (TP-AGB). Under E-AGB-fasen är den främsta energikällan heliumfusion i ett skal runt kärnan vilket mest består av kol och syre. Under denna fas sväller stjärnan upp till jätteproportioner för att åter bli en röd jätte. Stjärnan kan nå en storlek om en astronomisk enhet.
Sedan heliumskalet fått slut på bränsle, startar den TP-AGB. Nu får stjärnan sin energi från fusion av väte i ett tunt skal, på vars insida det nu inaktiva heliumskalet ligger. Men i perioder om 10 000 till 100 000 år tänds heliumskalet igen, medan väteskal släcks, en process känd som heliumskals- flash. Till följd av dessa uppflammanden, som bara varar några få tusen år, blandas material från centrumregionen med de yttre lagren och förändrar dess sammansättning, en process som kallas för “dredge-up”. På grund av denna “dredge-up” kan AGB-stjärnor uppvisa element från den nukleosyntes som kallas s-processen i sina spektra. Påföljande dredge-ups kan leda till att en kolstjärna bildas.
AGB-stjärnor är typiskt långperiodiska variabler och lider stor massförlust i form av stjärnvind. En stjärna kan förlora 50 till 70 procent av sin massa under AGB-skedet. Massförlusten varierar mellan 10−8 till 10−5 M⊙ per år och kan till och med nå så högt som 10−4 M⊙ per år. Stjärnvindarna från AGB-stjärnor är källsprång för kosmiskt damm och anses vara den huvudsakliga platsen för produktion av damm i universum. AGB-stjärnornas vindar är ofta platsen för maseremission. Maseransvariga molekyler är SiO, H2O och OH.
När en sådan stjärna har förlorat nästan hela sitt hölje och bara den heta kärnregionen återstår, ökar dennas ljusstyrka kraftigt under en kortare period, vilket joniserar tidigare avgivet material. Detta omgivande material utvecklas till en preplanetarisk nebulosa, som i sin tur så småningom följs av en planetarisk nebulosa.